# Sangiaccato di Prizren
Il sangiaccato di Prizren (in turco Prizren Sancağı, in albanese Sanxhaku i Prizrenit, in serbo Призренски санџак?, Prizrenski sandžak) era uno dei sangiaccati dell'Impero ottomano con Prizren come centro amministrativo. Fu fondato subito dopo la conquista ottomana di Prizren dal Despotato di Serbia nel 1455. Il resto del territorio del Despotato di Serbia fu conquistato dopo la caduta di Smederevo nel 1459 e diviso nei seguenti sangiaccati: Sangiaccato di Vučitrn, Sangiaccato di Kruševac e Sangiaccato di Smederevo. All'inizio della prima guerra balcanica nel 1912, il territorio del sangiaccato di Prizren fu occupato dall'esercito del Regno di Serbia. Sulla base del Trattato di Londra firmato il 30 maggio 1913, il territorio del sangiaccato di Prizren divenne parte della Serbia.

## Divisioni amministrative
Secondo il registro ottomano del 1571, il Sangiaccato di Prizren consisteva in cinque nahiyah: Prizren, Hoča, Žežna, Trgovište e Bihor.
Nei suoi confini finali (tra il 1889 e il 1913), il sangiaccato era costituito dalle kaza (distretti) di Prizren, Tetovo e Gostivar.
Il territorio che un tempo apparteneva al sangiaccato di Prizren fa parte oggi del Kosovo (regione di Prizren) e della Macedonia del Nord (regioni di Tetovo e Gostivar).

## Vilayet di Skopje, Prizren e Kosovo
Nel 1867, il sangiaccato di Prizren si fuse con i sangiaccati di Dibra e Skopje e divenne il Vilayet di Prizren. Nel 1871 il Sangiaccato di Prizren entrò a far parte del nuovo Vilayet di Prizren. Il Vilayet di Prizren e i suoi sangiaccati, insieme al sangiaccato di Prizren, entrarono a far parte del Vilayet del Kosovo, fondato nel 1877. Prizren fu stabilita come sede del vilayet del Kosovo.
Il sangiaccato di Niš e il sangiaccato di Pirot insieme a Vranje (che era una kaza del sangiaccato di Pristina) furono separati dal vilayet del Kosovo e uniti al Principato di Serbia dopo il Congresso di Berlino nel 1878. Il sangiaccato di Dibra era attaccato al Vilayet di Monastir. Dopo tali cambiamenti il Vilayet del Kosovo consisteva in tre sangiaccati: Prizren, Skopje e Novi Pazar. Nonostante le decisioni del Congresso di Berlino di assegnare il controllo del Sangiaccato di Novi Pazar all'Austria-Ungheria, rimase de facto sotto l'amministrazione dell'Impero ottomano.

## Rivoluzione dei Giovani Turchi
Dopo la Rivoluzione dei Giovani Turchi, avvenuta nel 1908, l'Impero ottomano organizzò le prime elezioni parlamentari nel Sangiaccato di Prizren.

## Scioglimento
Fino alla fine di ottobre 1912, durante la prima guerra balcanica, il Sangiaccato di Prizren fu occupato dal Regno di Serbia. In base ai termini del Trattato di Londra firmato durante la Conferenza di Londra del 1913, il suo territorio entrò a far parte della Serbia.